# Манастир Сланци
Манастир Сланци налази се поред истоименог насеља Сланци источно од Београда, на територији градске општине Палилула и припада Архиепископији београдско-карловачкој Српске православне цркве.

## Предање о настанку
Званичан назив манастира је Манастир Архиђакона Стефана у Сланцима, према светитељу коме је манастир посвећен. Манастир је по једној верзији народног предања основао Свети Сава почетком 13. века, док је по другој оснивач манастира краљ Драгутин крајем истог века.

## Историја
Манастир је посебно оживео у периоду српске деспотовине под Деспотом Стефаном Лазаревићем и Деспотом Ђурађом Бранковићем, када се нашао у непосредној близини нове престонице, Београда. Захваљујући великом ктиторству деспотске куће Бранковића манастир је променио дотадашњу крсну славу празник Ваведења Пресвете Богородице и прихватио нову, Архиђакона Стефана, славу породице Бранковић, који се слави 9. јануара по новом, односно 28. децембра по старом календару. Због свог значаја у овом периоду манастир Сланци у народу је назван „Великим манастиром“.
После пада Деспотовине 1459. године Сланачки манастир је био опљачкан и разрушен, а монаштво побијено од стране Турака. Манастир је под турском влашћу делио судбину народа и више пута је страдао (1690., 1739., 1787). Међутим, монаштво се увек враћало и манастир је више пута обнављан.
Током Првог српског устанка започели су први радови на његовој обнови. Међутим, доласком на власт Кнеза Милоша, настојало се да се помогне многим црквама и манастирима, али за оронуо, трошан и напуштен манастир у Сланцима није било спаса. Тако је 1833. године манастир срушен, а од датог грађевинског материјала сазидане су цркве у околним селима Миријеву и Великом Селу. Све покретне вредности манастира Сланаца биле су после рушења пренете у цркву Великог Села, међу њима и три иконе са недовршеног иконостаса из 1812. године. Локалитет порушене светиње народ је обележио оградом, док је место Часне трпезе покрио надстрешницом.
На месту манастира је 1900. године подигнута капела, коју је околно становништво посећивало. 1961. започета је поновна обнова манастира Сланци од стране тадашњег српског патријарха Германа (Ђорића). Радови на изградњи манастирске цркве завршени су 1971. године, да би се радови наставили на уређењу конака и имања, који до данас нису окончани.

## Манастир данас
Данас је манастир мушки. Манастир Сланци има важну улогу у у животу српске цркве - у његовом братству се припремају монаси који ће попуњавати невелико братство манастира Хиландара. Манастирско земљиште, локалитет од изузетног значаја, садржи остатке материјалне културе везане за прошлост овог споменика. Игуман манастира до 2020. године био је Андреј Јовичић.